# Biarritz Challenger
Il Biarritz Challenger è stato un torneo professionistico di tennis giocato su campi in terra rossa. Faceva parte dell'ATP Challenger Series. L'unica edizione si è disputata a Biarritz in Francia.

## Albo d'oro

### Singolare
| Anno | Campione        | Finalista       | Punteggio               |
| ---- | --------------- | --------------- | ----------------------- |
| 1979 | Erick Deblicker | Kjell Johansson | 6–4, 6–4, 2–6, 2–6, 8–6 |

### Doppio
| Anno | Campioni               | Finalisti                    | Punteggio     |
| ---- | ---------------------- | ---------------------------- | ------------- |
| 1979 | Ernie Ewert Victor Eke | Herve Gauvain Jereome Vanier | 6–1, 6–4, 6–1 |